# Johannes Cuspinianus
Johannes Cuspinianus (rojen kot Johan Spießhaymer oziroma Speißheimer), avstrijski humanist, zdravnik, znanstvenik, diplomat, zgodovinar in pesnik, * december 1473, Spießheim pri Schweinfurtu, Frankovska, † 19. april 1529, Dunaj.
Študiral je v Leipzigu in Würzburgu. Leta 1492 je postal profesor medicine na Univerzi na Dunaju. V letu 1500 je postal rektor te univerze.